# Tétrodon (architecture)
Le tétrodon est un projet de construction modulaire développé au début des années 1970 au sein de l'atelier d'urbanisme et d'architecture (AUA). Il emprunte son nom au Tétraodon ou poisson-coffre qui peut gonfler son corps.

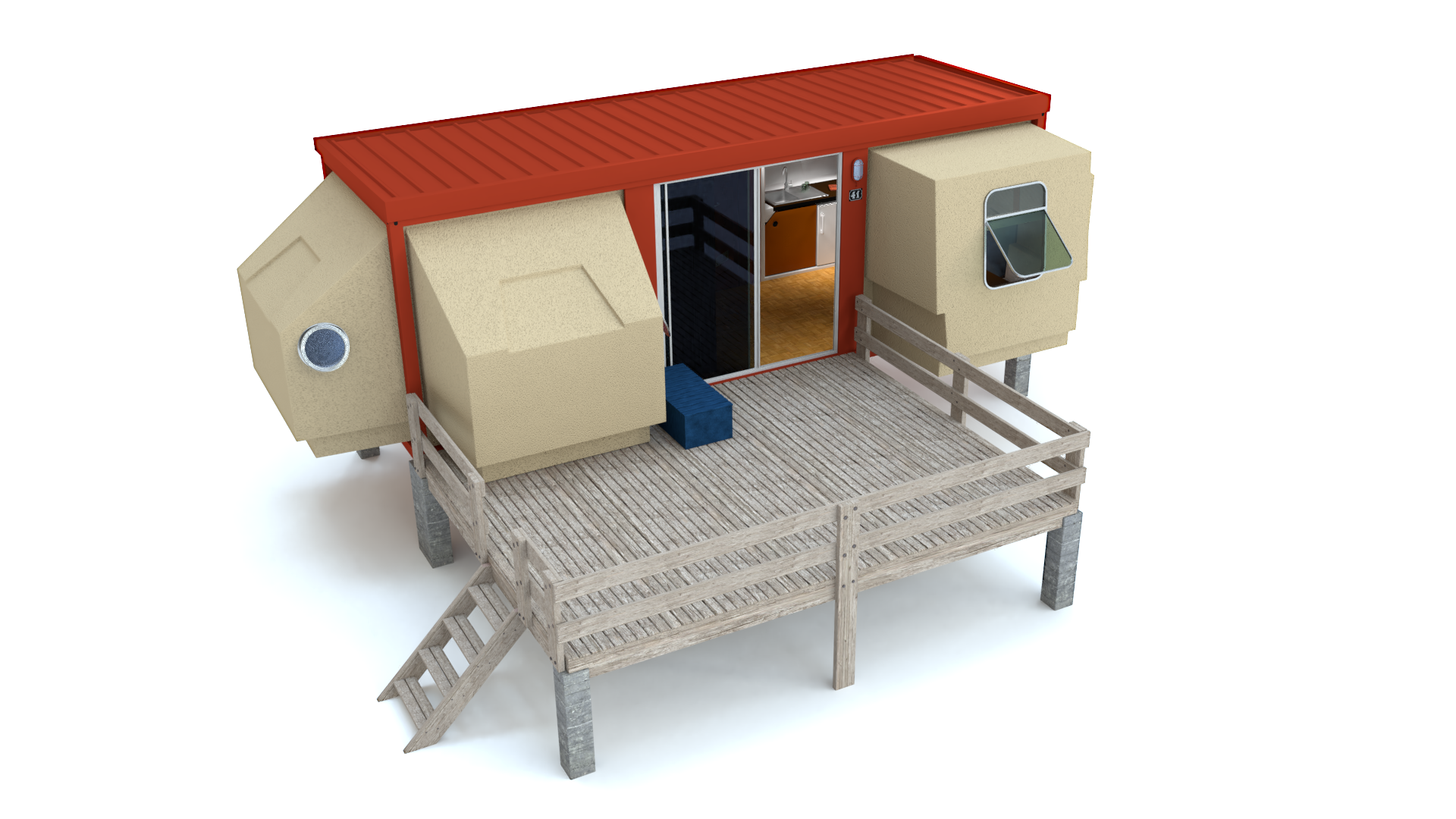
Tétrodon (vue d'artiste en 3D)

## Présentation
Le projet est développé par Jacques Berce Henri Ciriani et Annie Tribel de l'AUA qui proposent un habitat modulaire reposant sur un container de 30 pieds dont le volume est augmenté à l'aide de coques en polyester. Le concept est protégé par un brevet déposé le 17 janvier 1972. Il est produit par la société Barbot et  Charpente Métallique .

## Production et conservation
Après plusieurs prototypes à partir de 1970, les tétrodons passent à la production en série mais en 1973, le premier choc pétrolier et son impact sur les produits basés sur la pétrochimie met un terme aux tétrodons dont la production totale aura atteint un petit millier d'exemplaires. Parmi les projets installés, se trouve un centre de la Sonacotra à Fos-sur-Mer ou encore un centre de vacances à Lège-Cap-Ferret, qui ont tous les deux fait l'objet de projets de sauvegarde. Un des exemplaires de Fos-sur-Mer a reçu le Label « Patrimoine du XXe siècle ».

Plaquette commerciale du Tétrodon

## Tétrodons de Lège-Cap-Ferret

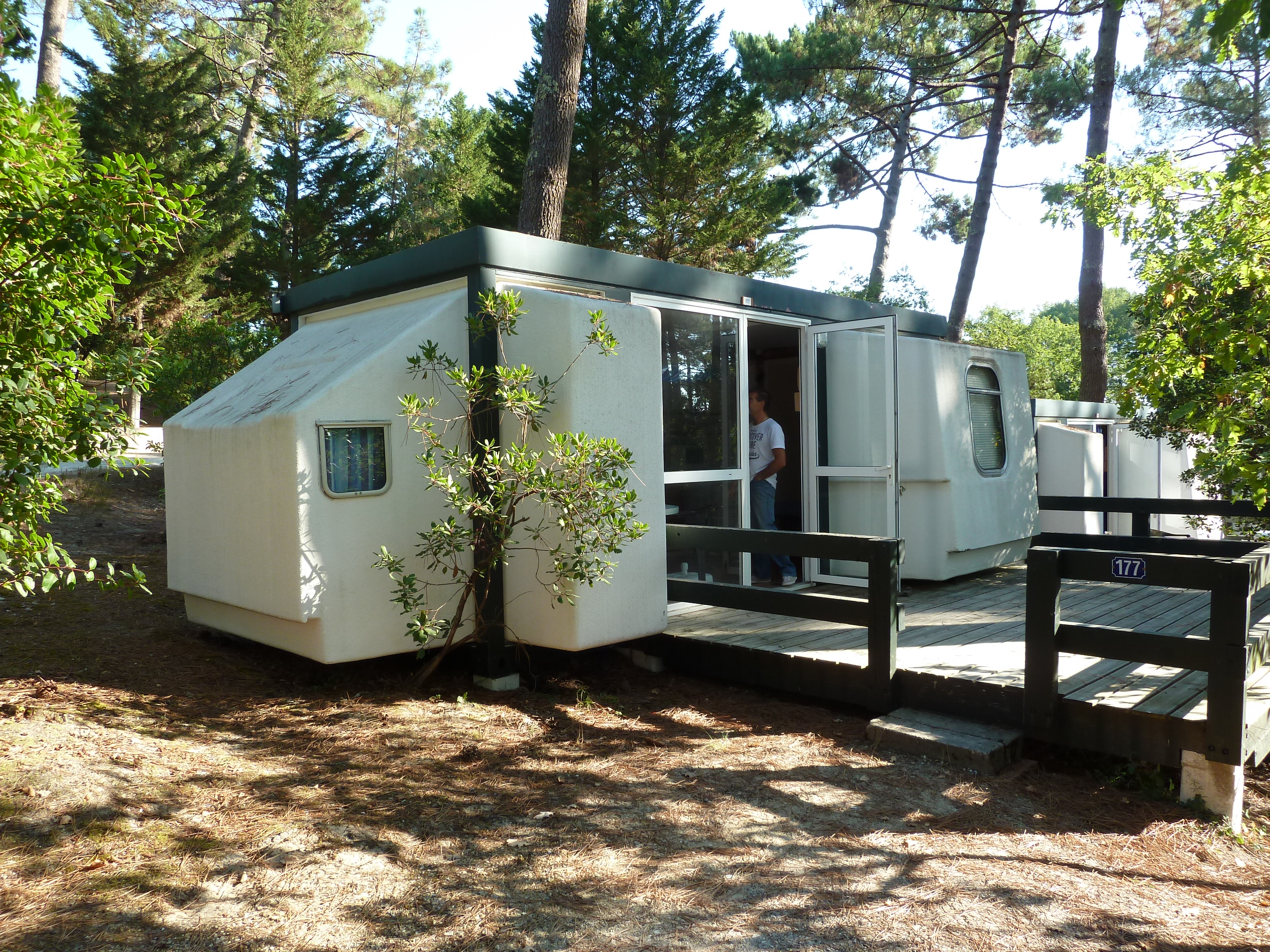
Un tétrodon du VVF de Lège.

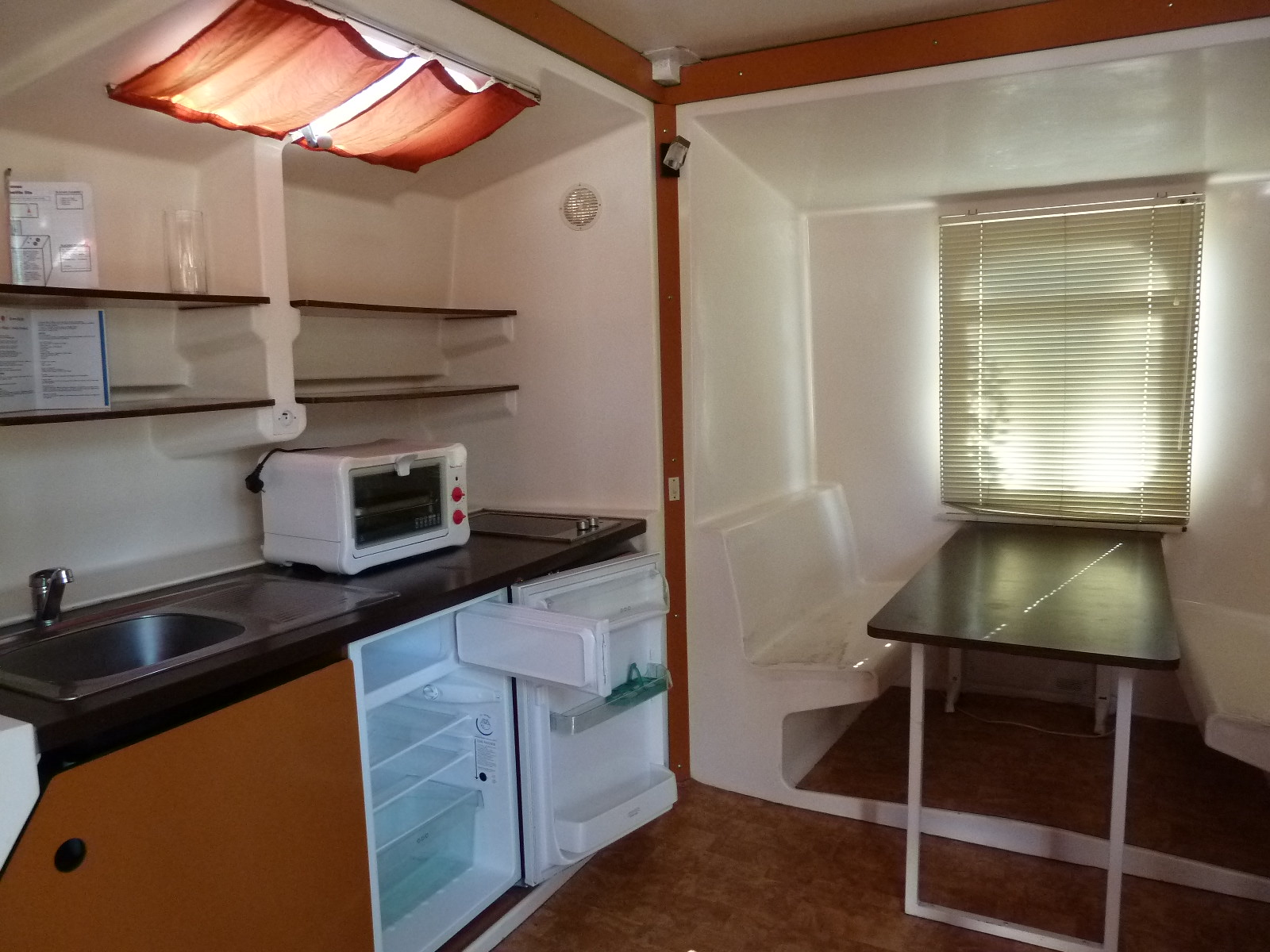
Intérieur d'un tétrodon sur le site du VVF de Lège en 2012.

Dans le cadre du 4e plan du Commissariat général du Plan pour l’aménagement du territoire et le tourisme social, 90 tétrodons sont commandés en 1976 pour le nouveau village de vacances VVF de Lège-Cap-Ferret. Des décennies plus tard, alors que certains s’inquiètent du devenir patrimonial des tétrodons, à l’instar de l’historien de l’architecture Marc Saboya, VVF en conserve dix lors de la rénovation et de la modernisation du village en 2012. Les 80 autres tétrodons sont équitablement répartis et récupérés par la commune de Lège-Cap-Ferret pour ses deux campings municipaux, et par la société Darwin évolution, dans son écoquartier à Bordeaux, qui en offrira deux à l’École nationale supérieure d'architecture et de paysage de Bordeaux.